# 赫斯特波尔 (肯塔基州)
赫斯特波尔（英語：Hurstbourne），是美国肯塔基州的一座城市。建立于1982年，面积约为4.7平方公里（1.8平方英里）。根据2010年美国人口普查，该市的人口为4,216人。